# Brutus (Voltaire)

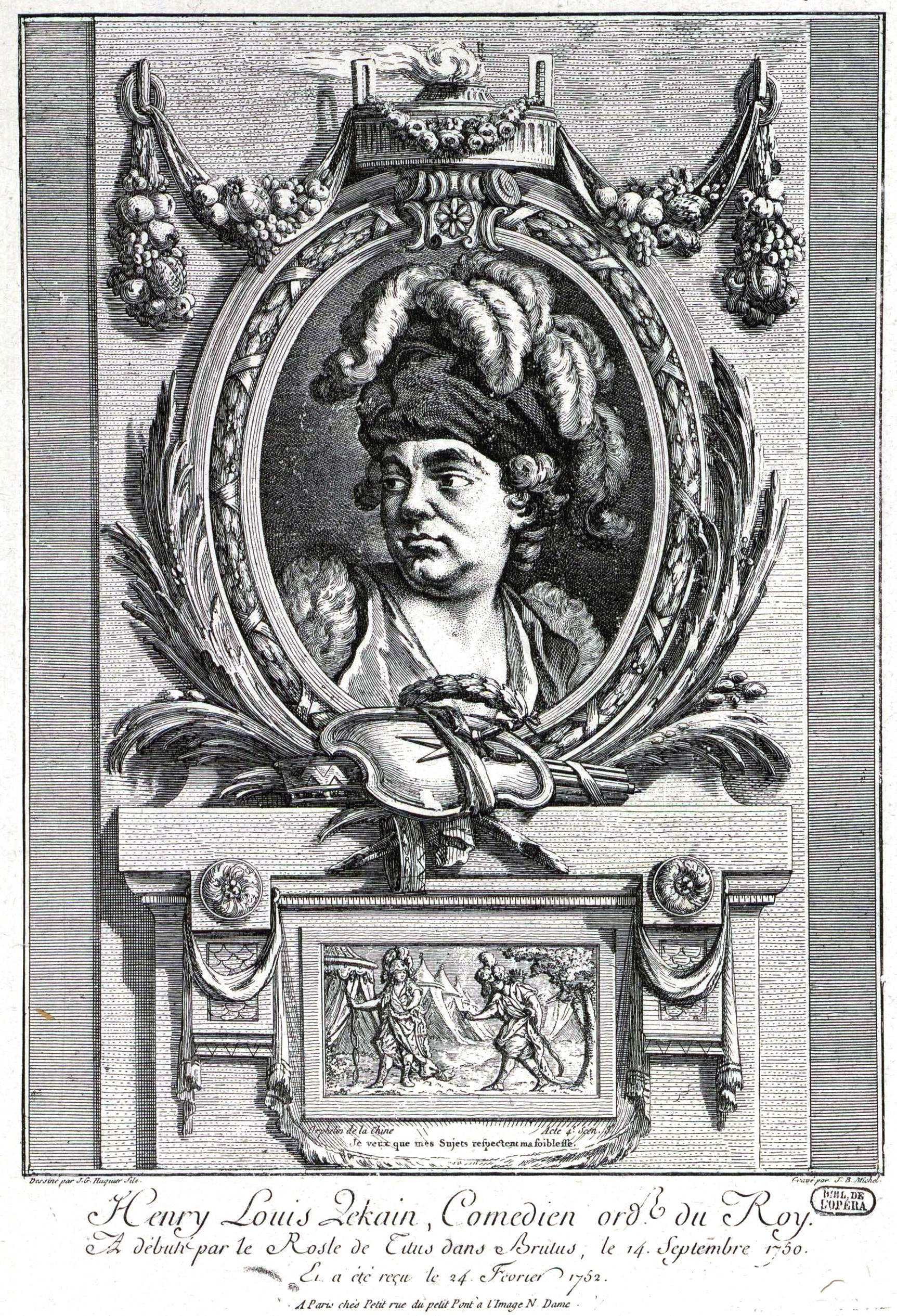
Henry Louis Lekain als Debütant in der Rolle des Titus, 1750

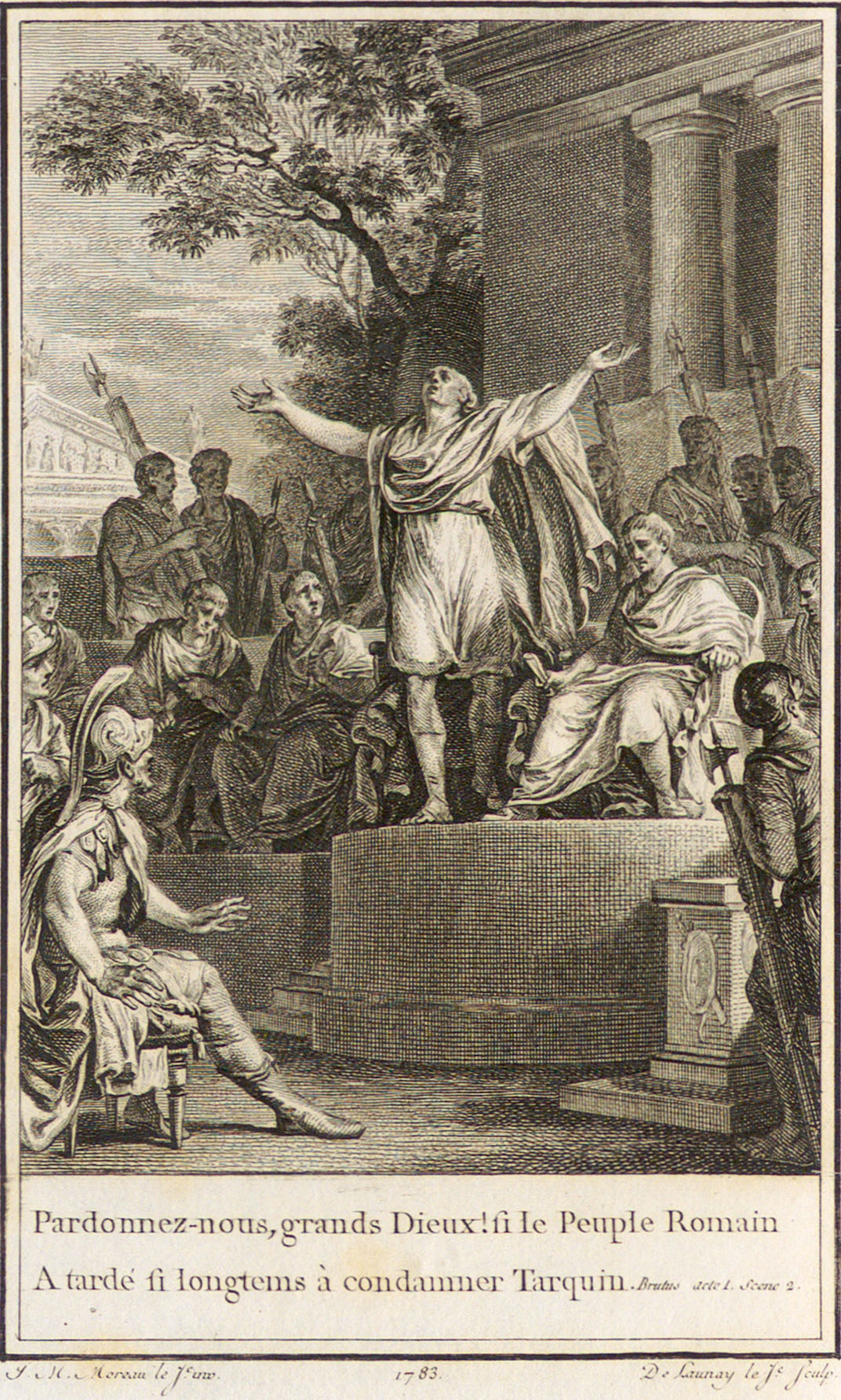
Jean-Michel Moreau: Illustration zum Brutus 1783

Le Brutus ist eine Tragödie in fünf Aufzügen von Voltaire. Das Stück wurde 1727 in England begonnen, 1729 fertiggestellt, aber erst am 11. Dezember 1730 in Paris uraufgeführt.

## Handlung
Voltaire entnahm den Stoff um den ersten sagenumwobenen Konsul Roms Lucius Iunius Brutus (509 vor der Zeitenwende) der römischen Geschichtsschreibung. Der Sohn des Republikaners Brutus, Titus, liebt Tullia, Tochter des letzten etruskischen Königs von Rom, Lucius Tarquinius Superbus, und wird aufgrund der sich daraus ergebenden Verstrickung zum Hochverräter. Der Senat überantwortet Titus dem Vater, der ihm vergibt, aber seine Hinrichtung zur Festigung der Republik veranlasst.

## Beigaben
Voltaire fügte der 1731 erschienenen Erstausgabe einen Lord Bolingbroke gewidmeten Discours sur la Tragédie bei, in dem er seine Intention erläuterte.

## Zeitgenössische Rezeption
Die Reaktion des Publikums war gespalten. Kritisiert wurde die Uneinheitlichkeit von Ort und Zeit der Handlung. Ebenso missfiel die harte Haltung des Vaters. Das eigentlich gut besuchte Stück wurde nach wenigen Aufführungen vom Spielplan abgesetzt. Die offen zur Schau gestellten republikanischen Tendenzen missfielen naturgemäß der Obrigkeit. Voltaire zog es vor, einige Zeit inkognito in Rouen zu verbringen.

## Aufführungen
Die Uraufführung erfolgte in der Comédie-Française am 11. Dezember 1730. Nach wenigen Aufführungen wurde die republikanische Tragödie vom Spielplan genommen. Bezeichnenderweise erlebte das Stück ein Comeback zur Zeit der Französischen Revolution. Der Nationalkonvent ordnete die Aufführung des Brutus am 2. August 1793 bei freiem Eintritt an.

## Drucklegung
Die Drucklegung erfolgte 1731 bei Jean-François Josse in Paris. Bis zum Tod Voltaires folgten dreizehn Einzelauflagen. Zwischen 1790 und 1794 kamen weitere zwölf Auflagen hinzu.

## Erste Ausgaben
- Brutus, Jean-François Josse, Paris, 1731, XXIX und 110 S. (online)
- Brutus, Jean-François Josse, Paris, 1731, XX und 80 S. (online)
- Brutus, Seconde Edition revue & corrigee par l’Auteur, E. J. Ledet & Compagnie et Jaques Desbordes, Amsterdam, 124 S.

## Deutsche Übersetzungen
- Jakob Wilhelm Blaufus: Brutus ein Trauerspiel in fünf Aufzügen. In: Carl Gotthelf Müller (Hrsg.): Schriften der Teutschen Gesellschaft zu Jena aus den schönen Wissenschaften auf das Jahr 1753. Johann Rudolph Cröters seel. Wittwe, Jena 1754 (Digitalisat).
- Unbekannt: Brutus. Ein Trauerspiel in fünf Aufzügen. Hermannische Buchhandlung, Frankfurt 1791 (Digitalisat).
- A. Lembert: Brutus, Trauerspiel in fünf Handlungen. Ph. Christmann, Neustadt a.d. Haardt, 1829 (Digitalisat).